# Alessandro Piu
Alessandro Piu (Udine, 30 juli 1996) is een Italiaans voetballer. Hij stroomde in 2015 door vanuit de jeugdopleiding van Empoli.

## Clubcarrière
Piu is een product van de jeugdopleiding van Empoli. In het seizoen 2014/15 zat hij vijfmaal bij de wedstrijdselectie van het eerste elftal, maar tot een debuut kwam het destijds niet. Het volgende seizoen maakte hij wel zijn debuut. Op 24 september 2015 begon Piu in de wedstrijd tegen Atalanta Bergamo in de basis en werd in de rust gewisseld. Hij sloot het seizoen af met 10 optredens in de Serie A.
Gedurende het seizoen 2016/17 werd Piu verhuurd aan tweedeklasser Spezia Calcio. Bij de club scoorde hij zijn eerste doelpunten in het betaalde voetbal.

## Interlandcarrière
Piu kwam uit voor verschillende Italiaanse jeugdelftallen. Op 13 november 2015 maakte hij een kwartier voor tijd zijn debuut in Italië onder 21 tegen Servië onder 21.

## Statistieken
| Seizoen | Club            | Land   | Competitie | Competitie | Competitie | Beker | Beker | Totaal | Totaal |
| Seizoen | Club            | Land   | Competitie | Wed.       | Dlp.       | Wed.  | Dlp.  | Wed.   | Dlp.   |
| ------- | --------------- | ------ | ---------- | ---------- | ---------- | ----- | ----- | ------ | ------ |
| 2015/16 | Empoli          | Italië | Serie A    | 10         | 0          | 0     | 0     | 10     | 0      |
| 2016/17 | → Spezia Calcio | Italië | Serie B    | 21         | 3          | 2     | 0     | 23     | 3      |
| 2017/18 | Empoli          | Italië | Serie B    | 0          | 0          | 1     | 1     | 1      | 1      |